# Bandera de Zimbàbue
La bandera de Zimbàbue fou adoptada el 18 d'abril de 1980, en el moment de la independència del nou estat. Abans de 1980 era una colònia britànica anomenada Rhodèsia (i antigament Rhodèsia del Sud, per diferenciar-la de Rhodèsia del Nord, que més endavant esdevindria Zàmbia) i durant un temps es va anomenar Zimbàbue-Rhodèsia. La bandera de Zimbabwe Rhodèsia va ser dissenyada pel tinent de vol Cedric Herbert de la Força Aèria de Rhodèsia i membre de la Societat d'Heràldica i Genealogia de Rhodèsia.
La bandera reprèn els colors del ZANU, el partit del president Robert Mugabe. També té l'ocell emblemàtic del monument nacional del Gran Zimbàbue, a les ruïnes de la ciutat de Zimbàbue, i l'estrella roja marxista.

## Banderes històriques

Bandera de la Companyia Britànica de Sud-àfrica (1890–1923)
Bandera de Rhodèsia del Sud (1924–1964)
Bandera de Rhodesia i Nyasaland (1953–1963)
Bandera de Rhodèsia (1964–1968)
Bandera de Rhodèsia (1968-1979)
Bandera de Zimbàbue-Rhodèsia (1979)
Bandera de Rhodèsia del Sud (1979–1980)